# 長谷一樹
長谷 一樹（はせ かずき、1951年 - ）は日本の官能小説家。北海道生まれ、高崎経済大学中退。会社員生活の傍ら、官能小説の執筆を続ける。官能小説雑誌を中心に活動している。 

## 作品
1993年
- 「気の弱い凌辱(りょうじょく)者」 《小説NON 1993年3月号》

1995年
- 「秘めやかな報復」 《小説NON 1995年3月号》
- 「求む！花婿殿」 《小説NON 1995年10月号》
- 「愛欲のFAX」 《小説NON 1995年12月号》

1997年
- 「淫惑の救済レディ」 《小説NON 1997年1月号》
- 「急募！危険な男たち」 《小説NON 1997年8月号》

1998年
- 「秘悦のアリバイ」 《小説NON 1998年6月号》

1999年
- 「お節介なオートフォーカス」 《小説NON 1999年5月号》

2000年
- 「密命は美女退治」 《特選小説 2000年10月号》

2001年
- 「人妻、嬲り放題！」 《原色文学 2001年12月号》

2002年
- 「シンデレラ・セックス」《特選小説 2002年12月号》

2005年
- 「人妻の泣き所」《小説NON 2005年9月号》
- 「つまみ食い」《特選小説 2005年11月号》

2006年
- 「純情な淫魔」 《特選小説 2006年1月号》
- 「純情な淫謀」 《小説NON 2006年6月号》
- 「潮風のイタズラ」 《特選小説 2006年9月号》
- 「ときめきたいの」 《特選小説 2006年11月号》